# Umberto Eco
Umberto Eco ([umˈbɛrto ˈɛːko]IPA, 5. ledna 1932 Alessandria – 19. února 2016 Milán) byl italský sémiolog, medievista, estetik, filosof a spisovatel, jeden z nejvýznamnějších představitelů postmoderny 60. let 20. století. Během své akademické kariéry napsal řadu esejů o sémiotice, středověké estetice, lingvistice a filosofii. Roku 1971, kdy se stal profesorem, byl jedním z inspirátorů prvního kurzu nového sémiologického oboru sdružujícího studium umění, hudby a zábavy, který se vyučuje na Boloňské univerzitě. V osmdesátých letech propagoval na téže univerzitě zřízení studijního programu „Komunikační vědy“. V roce 1988 založil Katedru komunikace na Univerzitě v San Marinu a Mezinárodní centrum pro sémiotická a kognitivní studia, od roku 2008 byl emeritním profesorem a prezidentem Scuola Superiore di Studi Umanistici při univerzitě v Boloni. Členem italské akademie věd v oboru etiky, historie a filosofie se stal v roce 2010.
V souvislosti se svou akademickou specializací se Eco zapojil do činnosti volného avantgardního uskupení Gruppo 63 (Skupina 63), jež sdružovalo spisovatele, básníky, kritiky a teoretiky, kteří se chtěli kriticky vyrovnat s italským neorealismem padesátých let. Zapojen do těchto literárních diskusí, v nichž chtěl svou pozici učinit co nejvíce srozumitelnou, začal v šedesátých letech publikovat své prozaické experimenty a parodie. Poté, co ve svém spise Opera aperta (Otevřené dílo) definoval svůj ideál literárního textu přístupného co nejširšímu spektru čtenářů, napsal svůj nejslavnější román Jméno růže. Kniha se stala mezinárodním bestsellerem, byla přeložena do více než 40 jazyků a na celém světě se jí prodalo přes 50 milionů výtisků. Dočkala se také filmové a seriálové adaptace. Následovaly romány: Foucaultovo kyvadlo, Ostrov včerejšího dne, Baudolino, Tajemný plamen královny Loany, Pražský hřbitov a Nulté číslo, které již přes dobrou prodejnost takovéhoto úspěchu nedosáhly.
Eco přednášel na univerzitách v Itálii, Velké Británii, Francii, USA, Kanadě, Argentině a Brazílii. Byly mu uděleny významné řády a četná ocenění, např. Řád zásluh o Italskou republiku, Italská medaile za zásluhy o kultury a umění, francouzský Řád umění a literatury, německý řád Pour le Mérite za zásluhy ve vědě a umění, španělská Cena knížete z Asturie, francouzský Řád čestné legie, Záslužný řád Spolkové republiky Německo a 41 čestných doktorátů.

## Život

### Dětství a mládí (1932–1950)
Umberto Eco se narodil 5. ledna 1932 jako syn trojnásobného válečného veterána Giulia Eca, účetního, a jeho ženy Giovanny Bisio, zvané Rita, v piemontské Alessandrii, městě, kde se vyrábějí klobouky „Borsalino“. Giovannin otec, povoláním krejčí, zemřel již roku 1918 na španělskou chřipku. Giuliův otec byl podle Ecových slov nalezenec, který dostal podle jezuitské tradice jméno: Ex Coelo Oblatus (darovaný nebem). Původním povoláním byl knihtiskař a po svém penzionování knihvazač, jenž jako otec třinácti dětí rodinu sotva držel nad vodou. Zároveň byl odkázán – ač byl (podle Eca) socialistou – na podporu jednoho katolického bratrstva. Guilio a Giovanna se naproti tomu snažili, aby Umbertovi a jeho v roce 1935 narozené sestře Emilii, zvané Emi, obstarali materiálně bezstarostné dětství. V roce Umbertova narození byl Benito Mussolini a jeho strana Partito nazionale fascista (PNF) na vrcholu své moci. Ecův pozdější intelektuální vývoj a jeho demokratická angažovanost je neodmyslitelně spjata s tím, že byl jako dítě do jisté míry fašismem indoktrinován. Docházka do salesiánské školy byla totiž spojena s nuceným členstvím v organizaci Opera nazionale Balilla (ONB), tj. „Národní mládežnické dílo“. Byl tedy tzv. Balillou, což byli uniformovaní chlapci ve věku 8 až 14 let, kteří se zdravili „římským pozdravem“ a zpívali fašisticko-patriotické písně. Tato ideologie se odrážela také v tehdejších dětských čítankách, jak Eco vzpomíná ve svém románu Tajemný plamen královny Loany, v němž tuto dětskou zkušenost literárně ztvárnil.
Určitou protiváhou těchto dobových vlivů bylo pro mladého Umberta poslouchání londýnského rozhlasu, četba knih z knihovny rodičů a rovněž jeho dětská a mladistvá religiozita. Ze zděděné dědovy knihovny ho nejvíce zaujaly knihy z 19. století, obzvláště Dumas s ilustracemi Maurice Leloira a „italský Karl May“ Emilio Salgari, dále mj. Balzac, Rabelais a Dostojevskij. Z roku 1942 pocházejí jeho první literární pokusy, např. jakýsi deník kouzelníka Pirimpimpina či rodinná kronika ve formě parodie na Dantovu Božskou komedií. Po makabrózním konci Mussoliniho vstoupil Umberto do kapucínského klubu mládeže, později během studia v Turínu pak do mezinárodní katolické organizace Gioventù Italiana di Azione Cattolica (GIAC), kde byl činný i jako publicista. V poválečných letech se po četbě Gramsciho začal postupně přiklánět k progresivnějším levicovým postojům, což doprovázel i jeho zájem o problémy dělníků a zemí třetího světa. Nicméně po maturitě na Liceo classico Giovanni Plana v rodné Alessandrii byl zprvu rozhodnut studovat katolickou teologii.

### Studium na Turínské univerzitě (1950–1954)

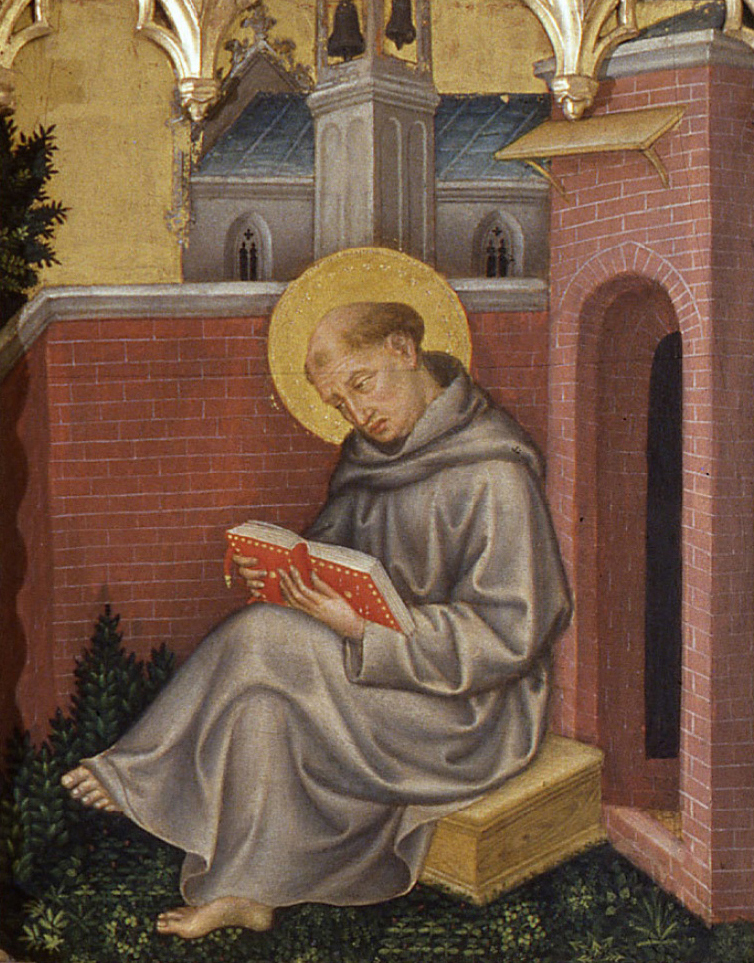
Tomáš Akvinský od Gentila da Fabriana (ca 1400)

Třebaže se Eco na naléhání otce, který mu doporučoval studium „rozumnějších“ práv, nakonec rozhodl pro literaturu a filosofii na Turínské univerzitě, byl stále aktivní ve vedení studentského hnutí Azione Cattolica. Po získání stipendia se na univerzitě účastnil nekonečných diskusí mezi katolíky a komunisty a docházel na přednášky věnované klasické italské literatuře a v Itálii populární existencialistické filosofii. Program studia později popsal takto: „Naši profesoři se všichni domluvili, takže po čtyřech letech studia, od zkoušky ke zkoušce, jsme probrali téměř všechny klasiky filosofie, od Platóna až po Heideggera. V průběhu let se mohlo přihodit, že jste se kupříkladu minuli s Hegelem, ale zase jste museli nastudovat Spinozu, Locka a Kanta (a o všech napsat kritické studie), a když jste se procvičili na autorech takového kalibru, byli jste pak schopni sami číst i ty autory, se kterými jste se minuli.“ Tradičně vysokou úroveň měla např. výuka latiny, při níž, jak vzpomíná Eco, bylo od studentů vyžadováno překládat spatra celého Vergilia a celého Horatia. V samotném středu jeho fascinace katolickou vírou byl ovšem Tomáš Akvinský, a zvláště jeho pojem krásy, který nabízel bohaté interpretační možnosti, neboť o středověku se dlouho soudilo, že valný smysl pro krásu neměl. Aby se o tuto rekonstrukci mohl pokusit, musel se seznámit s nejrůznějšími hermeneutickými teoriemi i s moderními koncepty středověké estetiky, které braly v úvahu např. podobu tehdejšího oblečení, šperků, zbraní nebo architektury. Toto téma Eca tak zaujalo, že se rozhodl věnovat mu svou tesi di laurea, tedy italskou doktorskou práci, vedenou filosofem a estetikem Luigim Pareysonem. Po jedné názorové kontroverzi opustil Eco roku 1954 GIAC a nadále si již od katolické církve udržoval kritickou distanci. Během studia se potom s katolicismem rozešel i v duchovní rovině, což později komentoval ironickou poznámkou: „Dá se říci, že mě Tomáš Akvinský zázračně uzdravil z víry.“ V roce 1956 svou rozšířenou doktorskou práci vydal pod titulem Il problema estetico in San Tommaso (Estetický problém u Tomáše Akvinského).

### Mezi vědou, televizí, nakladatelskou prací a avantgardou (1954–1967)

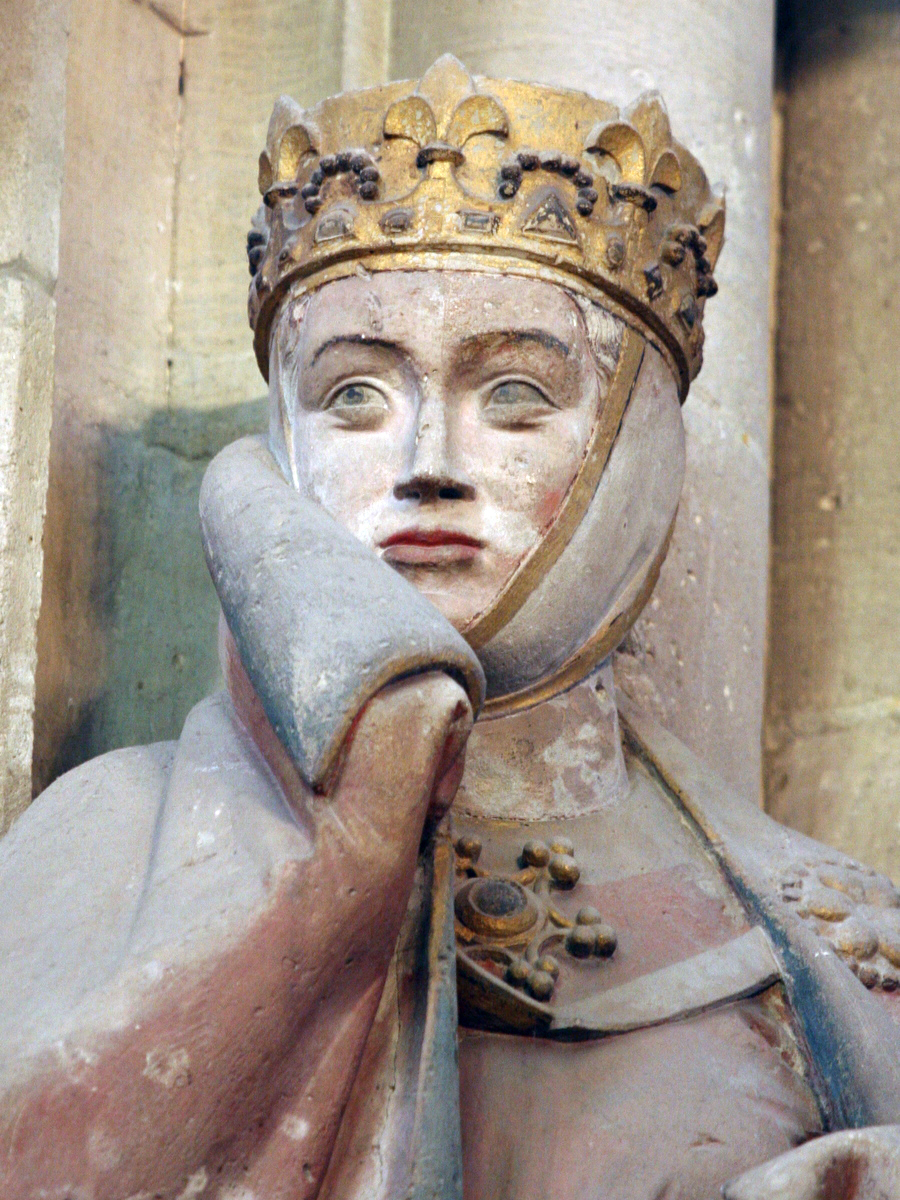
Uta z Naumburgu v Naumburském dómu (13. století)

V roce 1954 se Eco zúčastnil konkurzu pořádaného veřejnoprávní stanicí Radio audizione italiana (RAI), jehož cílem bylo nabrat specialisty pro první pravidelné televizní vysílání. Vítězové konkurzu byli později označováni jako „korzáři“, protože absolvovali speciální výcvik a podle záměrů manažera Filiberta Gualy měli program „omladit“. Tito mladí intelektuálové skutečně inovovali tehdejší televizní tvorbu a zasloužili se také o upevnění centrální role RAI v italském mediálním prostředí. Eco se zde detailně seznámil s vysílací technikou, mediálními strategiemi i novinářskou prací. Tuto zkušenost potom zúročil ve svém díle Opera aperta (Otevřené dílo), které je věnováno estetické výchově širokého publika a částečně také tzv. recepční estetice, která se zabývá „vnímatelem“ uměleckého díla, nikoli uměleckým dílem samým. Po roce 1958 byl nucen absolvovat vojenskou službu v Miláně, kde se roku 1959 seznámil s německou grafičkou Renate Ramge, pozdější docentkou v oboru komunikace a design, která mu připomínala gotickou sochu Uty z Naumburgu. Roku 1961 se Eco v Turíně habilitoval jako soukromý docent v estetice. V roce 1962 se s Renate oženil, o rok později se narodil jejich první syn Stefano. V letech 1962–1964 Eco učil na Fakultě architektury Milánské univerzity a zároveň intenzivně studoval dílo Jamese Joyce a jeho poetiku, což vedlo k dalšímu prohlubování jeho vazeb na italskou literární avantgardu.
Reakce veškerého italského tisku na knihy Opera aperta (Otevřené dílo) a Apocalittici e integrati (Skeptikové a těšitelé) způsobily, že tyto texty získávaly status jakýchsi avantgardních manifestů. To Eca povzbudilo k tomu, aby se pod joyceovským pseudonymem „Dedalus“ zapojil do soudobého literárního života jako autor dílka Filosofi in libertà (Filosofové na svobodě), v němž se pokusil v klasických strofách ztvárnit komicky pojaté dějiny filosofie. Mnozí italští školáci po léta užívali tento text k přípravě na maturitu, což Eca neobyčejně těšilo. Zapojen do literárních diskusí, v nichž chtěl učinit svou pozici co nejvíce srozumitelnou, přispíval v šedesátých letech do avantgardních časopisů Il Menabò a Il Veri. Jedním z jeho příspěvků byla např. parodie na známou Lolitu od Vladimira Nabokova, jíž nazval Nonita, což znamená stařena či babička.

### Skupina 63vkonfrontaci se studentským hnutím (1968)

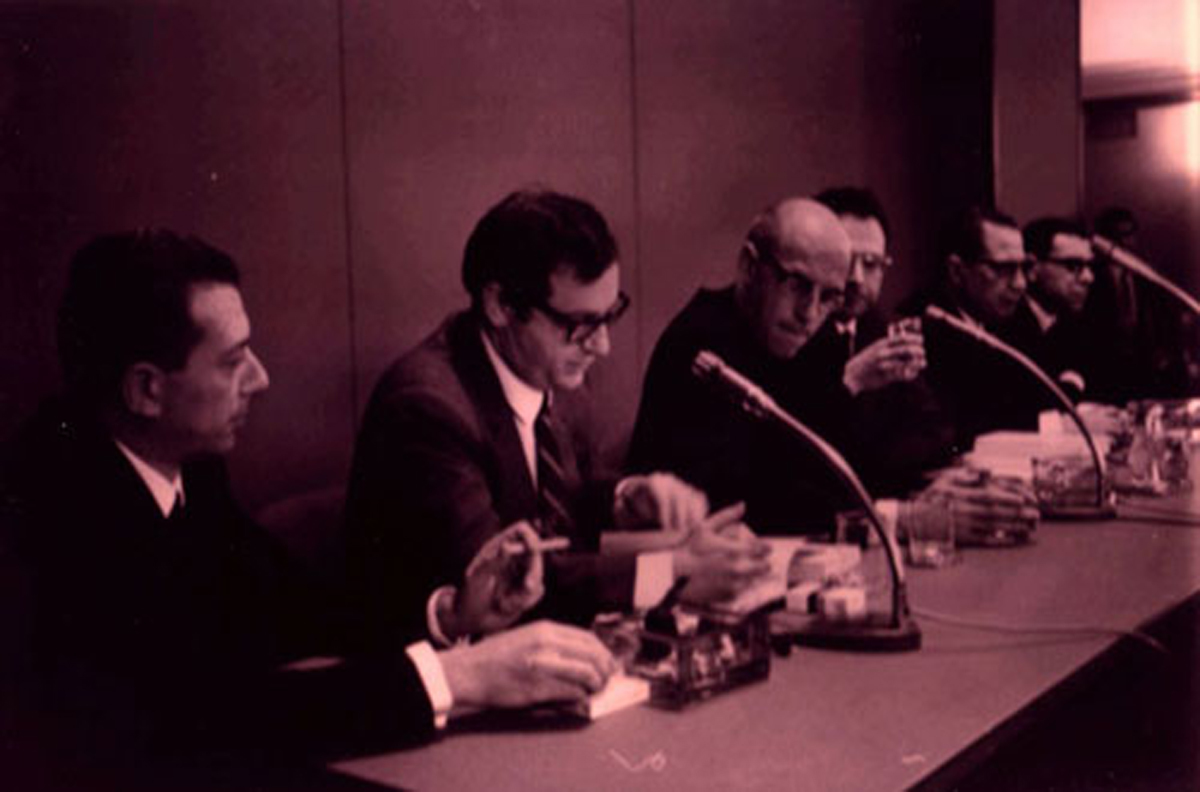
Druhý zleva: Umberto Eco, vedle něj Michel Foucault a Enzo Melandri během setkání v Miláně v roce 1968 (z osobního archivu Umberta Eca).

Během šedesátých let se Eco zapojoval do činnosti volného avantgardního uskupení Gruppo 63 (Skupina 63), které vzniklo v roce 1963 v Palermu jako italská verze německé skupiny Gruppe 47. Toto společenství spisovatelů, básníků, kritiků a teoretiků se angažovalo za rozšíření obsahů i forem italské literatury padesátých let, kterou kritizovali jako příliš „elitářskou“. Ve svém manifestu I Novissimi se pak vypořádali s tehdy stále aktuálním neorealismem. Eco, který zde nalezl řadu blízkých přátel, nazval své vrstevníky „neptunskou generací“, jejímž úkolem má být postupná infiltrace nakladatelství, redakcí novin a časopisů, rádia, televize a akademického prostředí. Italské uskupení, které mj. zavrhovalo estetický kánon socrealismu, neusilovalo ani tak o změnu politického systému jako spíš o určité revoluční gesto či revoltu. Mezitím však v květnu 1968 došlo k bouřlivým událostem v Paříži, jež se vzhledem k dlouhodobým problémům ve školství odrazily v italském studentském hnutí. Skupina 63 se v malém měřítku k této vlně připojila, ale někteří členové byli stejně jako Eco, jenž byl od roku 1966 docentem vizuální komunikace na Fakultě architektury Univerzity ve Florencii, se studentskými aktivitami přímo konfrontováni.
Když byl Eco pozván na konferenci, která se konala v srpnu 1968 ve Varšavě, rozhodl se z cesty udělat kulturní výlet s manželkou a dvěma kamarády a cestou do Varšavy navštívit také tehdejší Československo. Spolu se podívali nejprve do Mariánských Lázní a Karových Varů, poté přijeli 19. srpna do Prahy, kde se Eco chtěl setkat s přáteli spisovateli. Bydleli v Libni a 21. srpna byli svědky tehdejších událostí. Prvotní reakcí byl strach, skupina chtěla ihned ujet, neměli však dostatek benzínu. Umberto Eco se vydal do centra města a viděl při tom první hodiny okupace, kolony tanků, diskuze Pražanů a okupantů, zlobu Pražanů i zmatenost řadových okupačních vojáků. Odpoledne se na Malé Straně v kavárně setkal se svým zdrceným českým přítelem. Po návratu zjistil, že jeho přátelé již sehnali benzín a další den skupina odjela do Rakouska, protože hranice s Polskem již byly uzavřené. Potom co na vlastní oči viděl, jak sovětské tanky válcují pražské jaro, rozhodl se využít svého práva se studenty v Itálii v řadě věcí nesouhlasit, zvláště když se diskuse od literatury a kultury posunula k Molotovovým koktejlům. Skupina 63 zanikla v roce 1969.

### Noviny, knihy pro děti, filosofie a beletristika (1969–1978)

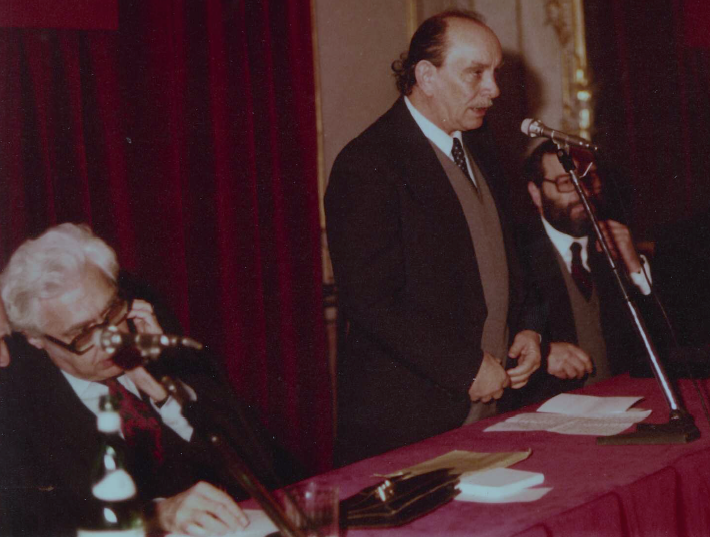
Luigi Silori, Umberto Eco e další řečníci konference o literatuře, Milán 1972

Jako člověk, který se živě zajímal o politické dění, měl Eco vyhraněné názory na soudobý žurnalismus, od něhož žádal zvěstovaní „objektivních pravd“ a boj proti indoktrinaci, popř. produkci „falešných přesvědčení“. Úkolem novináře má tedy být pokusit se přesvědčit čtenáře, že mu sděluje „pravdu“, třebaže existují různé názory a možné alternativy. Těmto svým „osvícenským“ principům se Eco nikdy neodcizil, a to ani v literatuře pro děti, jak je patrno např. z textu Lettera a mio figlio (Dopis mému synovi). Zde se pomocí rafinovaných literárních provokací snaží dítěti vysvětlit, v čem tkví nebezpečnost atomové bomby a proč je třeba odmítat rasismus.
Po rozpuštění Skupiny 63 byl Eco v Itálii známý a ceněný nakladatelský lektor, angažovaný komentátor politických zvyklostí, mediální kritik, ale také autor parodií, satiry, dětských knih, literární kritik a teoretik. Poté, co se seznámil se všemi klasickými teoriemi interpretace od Kanta, Hegela a Goetha ke gestaltismu, fenomenologii, a především k ruskému a pražskému formalismu, přiklonil se k tehdy převládajícímu strukturalismu. Protože zakladatel strukturalismu Ferdinand de Saussure podpořil již v roce 1916 založení sémiologie, vedla Ecova cesta k promýšlení tohoto vědního oboru o jazykových a jakýkoliv jiných znacích. Ve schématu literární komunikace „autor ⇒ text ⇒ čtenář“ prosazoval centrální úlohu textu, čímž navazoval na dědictví literárněvědného strukturalismu. V sedmdesátých letech si však Eco uvědomil, že koncepce různých moderních strukturalistů si v mnohém protiřečí a že strukturalisté často žonglují s prázdnými pojmy. To ho vedlo k odvratu od tohoto myšlenkového proudu a od té doby pokládal strukturalistické koncepce za pouhé předběžné definice o funkcionálních souvislostech v reálném objektu. Po publikaci textů La struttura assente (Chybějící struktura), Le forme del contenuto (Formy obsahu), Il segno (Znaky) a A Theory of Semiotics se Eco definitivně přiřadil k mezinárodním autoritám v oblasti sémiologie. Již v roce 1969 patřil v Paříži spolu s Barthesem, Émile Benvenistou, Greimasem, Jakobsonem, Julií Kristevou, Jurijem Lotmanem, Thomasem A. Sebeokem a dalšími k zakládajícím členům International Association for Semiotics Studies, jejímž generálním sekretářem se stal roku 1972.

### OdJména růžepoFoucaultovo kyvadlo(1978–1988)
Důkladně a všestranně připraven rozhodl se Eco otestovat platnost svých teoretických postulátů v roli prozaika. V březnu 1978 začal s redakcí románu Il nome della rosa (Jméno růže), který vyšel v říjnu 1980 a učinil již známého sémiologa celosvětově proslulým. Tento historický román navazuje na Manzoniho dílo Snoubenci a na anglickou krimi ve stylu Arthura Conana Doyla. Protagonisty jsou asi padesátiletý františkán a bývalý inkvizitor Vilém z Baskervillu a jeho pomocník, stále naivní rakouský benediktýn Adso, kteří pátrají po příčinách záhadných událostí v jistém opatství, přičemž jde zároveň o hledání podstaty a smyslu středověké kultury. Za vnějším tvarem této historické detektivky se tají další hlubší významové vrstvy odkazující pomocí symbolů opatství jako scenérie hrůzy a knihovny-labyrintu, který vede k poznání labyrintu světa. Okamžitý zájem italského tisku doprovázely spekulace, zda jde v textu o „alegorii současné Itálie“, jaká postava je skrytou narážkou na tu či onu známou osobnost apod. Známý medievista Bernhard Schimmelpfennig poznamenal, že „Jméno růže působí jako věrohodný fiktivní obraz 14. století, který dělá středověké dějiny znovu „živými“.“ Zde je třeba dodat, že ačkoliv jde o fikci, většina dobových okolností, jako je např. spor realistů s nominalisty, fiktivní není, a čtenář se tak dozvídá o myšlenkové brilanci této doby. Jedním z nejdůležitějších témat románu je bohatství klášterní knihovny, které tehdy nebylo žádnou všeobecně přístupnou samozřejmostí, neboť, jak v roce 1961 uvedl Eco ke vzniku knihtisku: „Moderní civilizace se zrodila z experimentů několika tiskařů, kteří mysleli jen na to, jak vyřešit technický problém, ve skutečnosti však ve své době uspokojili naléhavé potřeby, jak šířit slova a ideje.“
Druhý Ecův román nesoucí název Il pendolo di Foucault (Foucaultovo kyvadlo) vyšel poprvé italsky v roce 1988, tedy osm let po nevídaném úspěchu Jména růže. Z Ecových próz je zdaleka nejobsáhlejší a nejpestřejší svou obsahovou stránkou, kdy na pozadí vyprávění o spiknutí s cílem ovládnout svět pomocí okultních věd přináší širokou oblast kulturních a historických informací, které doplňuje přes sto citátů z velice různorodé škály knih. Příběh odehrávající se po roce 1970 udržuje čtenáře ve stálé nejistotě, zda je skutečný či zcela fiktivní, přičemž je mu ponechána volba, ke které možnosti se přikloní. Název románu odkazuje na známý kyvadlový experiment, kterým francouzský fyzik Léon Foucault v roce 1851 demonstroval laikům rotaci Země. Stejně je to i s četbou Ecova románu, v němž jako u kyvadla záleží na tom, kde je zavěšeno, neboť pevný bod je teoreticky všude. Protagonista Belbo (Ecovo alter ego) se to pokouší vysvětlit slovy: „Uctívat kyvadlo tam, kde zrovna je, totiž nestačí, je třeba rozhodovat se pokaždé znova, hledat lepší a lepší bod.“ Pro čtenáře Foucaultova kyvadla platí to samé, je třeba stále hledat lepší úhel, ze kterého se na tento příběh zahlcený samými konspiracemi a falzy dívat. Stejně jako v případě Jména růže jde o román postmoderní, který se vyznačuje intertextualitou sázející na autorův koncept modelového čtenáře. Příběh, jenž je jako u většiny Ecových románů obvykle zaostřen na knihy, má vést čtenáře k zamyšlení, jakým způsobem nás mohou ovlivňovat texty a jejich sdělení.

### Polemika sBerlusconim aOstrov včerejšího dne(1988–1994)

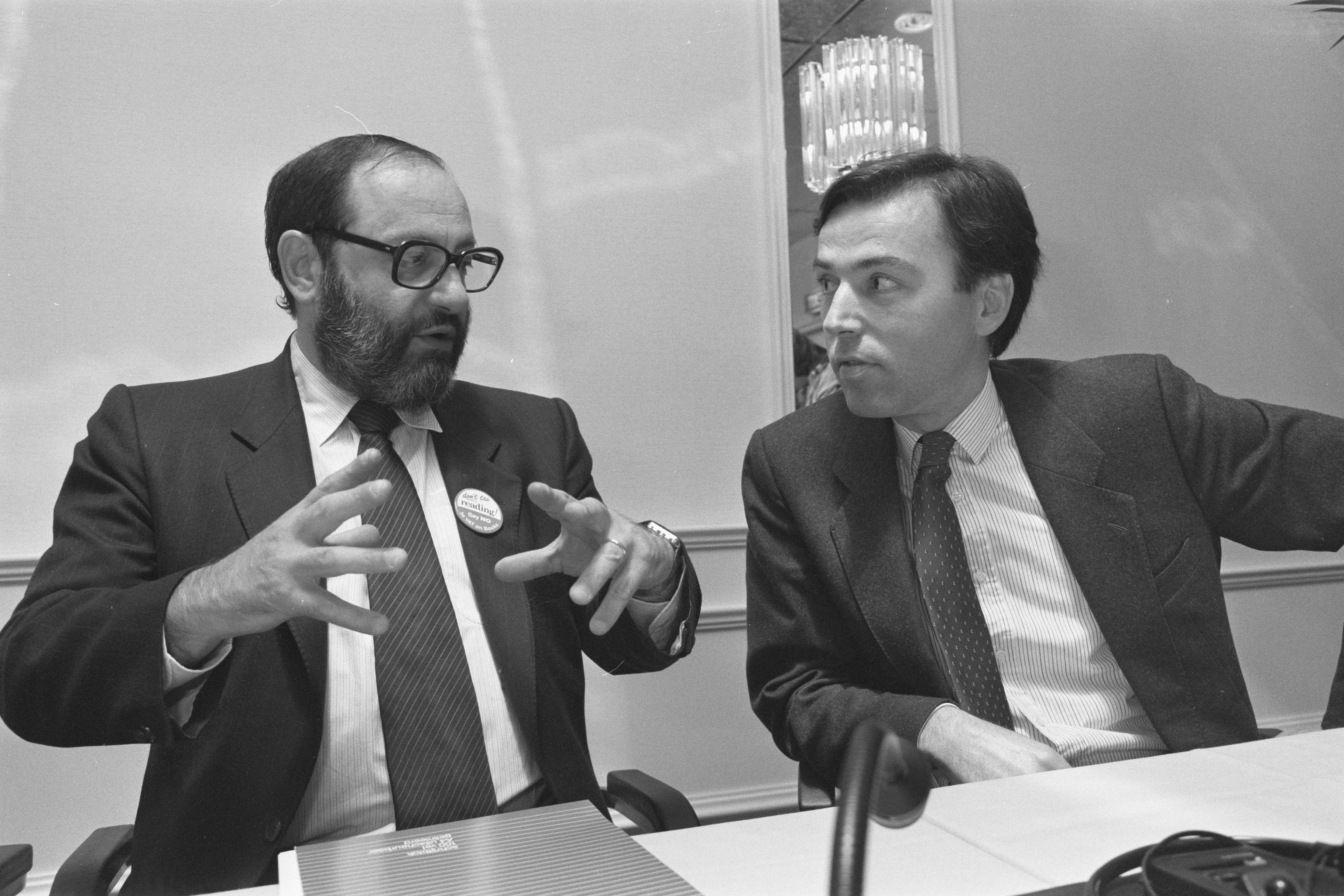
Eco na knižní konferenci v Amsterdamu s nizozemským ministrem kultury Elcem Brinkmanem (27. října 1987)

Na počátku a uprostřed poloviny 90. let proběhlo v Itálii rozsáhlé soudní vyšetřování, které odhalilo korupci, zneužívání úřadů a nezákonné financování politických stran. Akce mani pulite (čisté ruce) vedla ke konci tzv. První republiky a k zhroucení politických stran, jako byla Democrazia Cristiana a Partirto socialista italiano, k níž se Eco hlásil. V roce 1994 se k moci dostal Silvio Berlusconi se svým hnutím Forza Italia, jehož ideologie v italském spisovateli vyvolala vzpomínky na Mussoliniho fašismus. Ve svém eseji Ur-Fascismo (Věčný fašismus) Eco vypočítává jeho typické rysy, které se v nejrůznějších podobách a převlecích stále vracejí do politické diskuse. Jsou to např.: tradicionalistické či okultní elementy, strach z modernity, nenávist k vědě, strach z odlišností a glorifikace pouhé příslušnosti k nějakému národu. Jedinou obranou myšlení je podle Eca neustálá ostražitost.
V roce 1993 a 1994 vyšly jako produkty paralelní práce studie La ricerca della lingua perfetta nella cultura europea (Hledání dokonalého jazyka) a třetí román  Lʼisola del giorno prima (Ostrov včerejšího dne). Děj se tentokrát odehrává v 17. století, kdy moře zanese ztroskotaného protagonistu Roberta k jiné lodi, na níž nenachází žádnou posádku. Brzy si ale uvědomí, že na lodi zcela sám asi nebude a objeví jezuitu, otce Caspara, jenž se před ním ze strachu skrýval. Postava würzburského jezuity Caspara Wanderdrossela v mnohém podobná baroknímu přírodovědci Athanasiovi Kircherovi zasvětí Roberta do svých z dnešního pohledu neuvěřitelných hypotéz. Příběh, jenž ukazuje traumata, neurózy a obsese barokní doby, je typem historického románu, který vychází z kulturních dějin této epochy a pokouší se popsat její mentalitu, zejména pak střetávání racionálních a iracionálních sil.

### OdBaudolinapoTajemný plamen královny Loany(1994–2004)

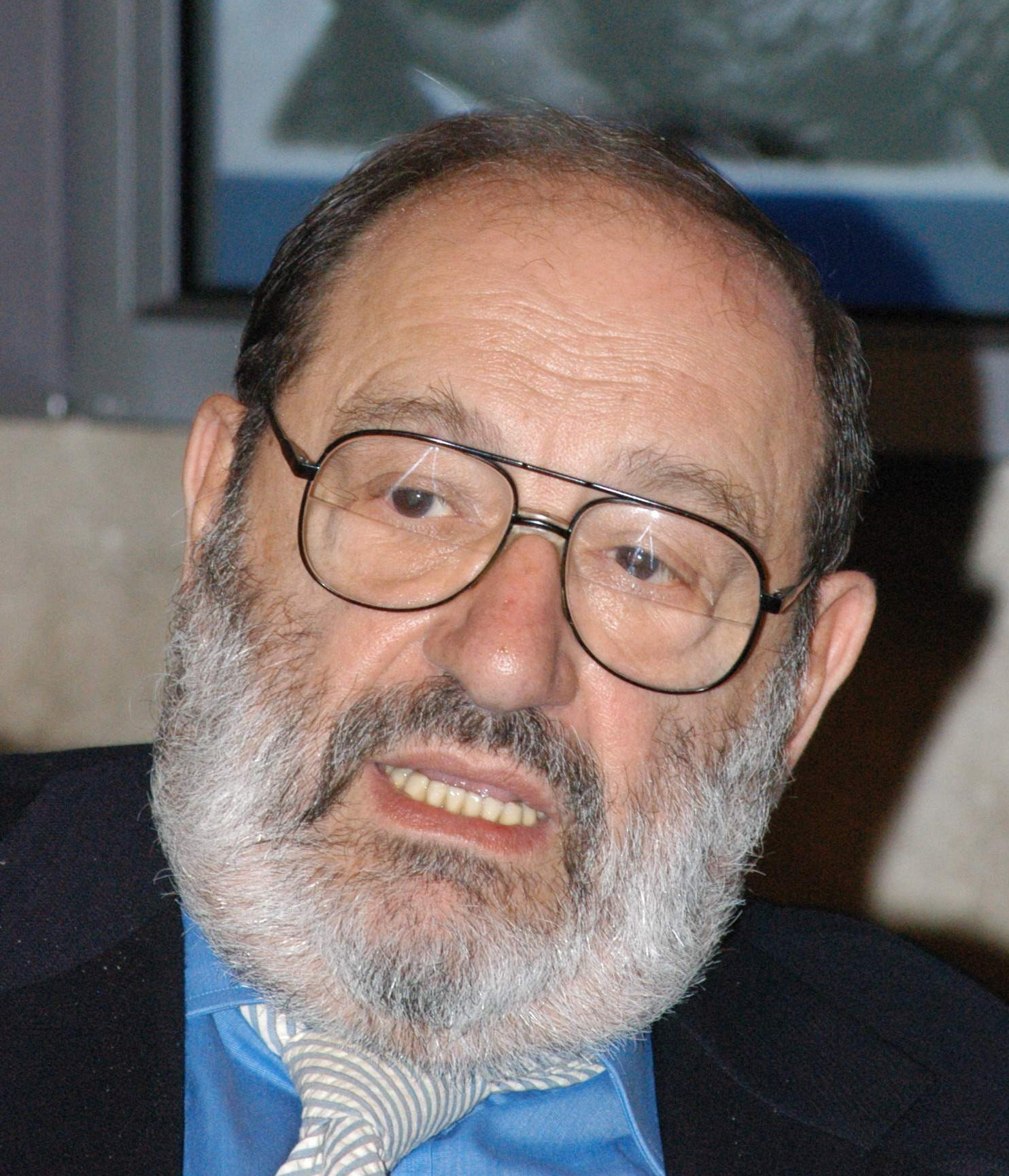
Umberto Eco, Università Reggio Calabria (9. května 2005)

Na konci devadesátých let získal Eco, jenž stále vyslovoval své kritické názory na katolickou církev a neschopnost politiků, nejen v Itálii pozici jakési politicko-morální instance, k čemuž jen přispívala řada významných ocenění a čestných doktorátů z celého světa. V roce 2000 po dvaatřiceti letech opět zavítal do Prahy, kde v Obecním domě převzal Cenu Nadace Dagmar a Václava Havlových Vize 97. Při setkání s novináři vzpomínal na srpen 68: „Nejvíc mi utkvěli v paměti lidé, kteří na ulicích živě diskutovali jako v Hyde Parku. A zažil jsem také, jak otáčeli značky, aby zmátli ruské tanky.“ V témže roce, kdy se mu rovněž narodila první vnučka Emanuele, publikoval svůj čtvrtý, Emanuele věnovaný román Baudolino, jenž se odehrává za časů Fridricha Barbarossy (1122–1190). Hlavním protagonistou je asi čtrnáctiletý rošťák a lhář Baudolino z piemontské Alessandrie, jehož si na svých cestách po Itálii všiml sám císař Fridrich Barbarossa a učinil z něj svého dvořana, šaška i rádce. Baudolino vypráví svůj příběh plný výmyslů a podvodů, které sám přiznává, a toto „vymýšlení“ reality či alternativní historie je jedním z hlavních témat románu. Dalším je pak téma „otce“ – Baudolino nachází svého druhého otce v císaři, což se vztahuje i na středověkou Itálii, jejíž města jsou sice ve vzpouře proti císaři, ovšem jeho role otce kárajícího neposlušná dítka je zde nezastupitelná. Svět 12. století je v díle nahlížen a ukazován jako centrum univerza. Téma falšování potom testuje aristotelskou představu, že dějepisectví a básnictví jsou dva odlišné myšlenkové procesy.
Roku 2004 byl vydán Ecův pátý román La fiamma misteriosa della regina Loana (Tajemný plamen královny Loany), jehož hlavní postavou je antikvář Giambattista Bodoni řečený Yambo. Příběh začíná probuzením z kómatu, kdy po těžké autonehodě zjišťuje, že má něco v nepořádku s pamětí. Jeho rozsáhlé encyklopedické znalosti mu zůstaly, ale všechny paměťové stopy spojené s jeho soukromím a emocemi jsou nedostupné. V centrální části románu se Yambo zotavuje na rodinném vesnickém statku a pomocí knih, časopisů a hraček uložených na půdě se pokouší rekonstruovat své dětství a dospívání. Přestože úkolem Ecova hrdiny je tato rekonstrukce vlastních vzpomínek, mnohem více místa je věnováno kolektivní paměti, v níž je uložena italská zkušenost s fašismem a podoba oficiálního tisku, dětských knih a komiksů v první polovině 20. století.

### Polemika sBenediktem XVI.a pozdní romány (2004–2014)

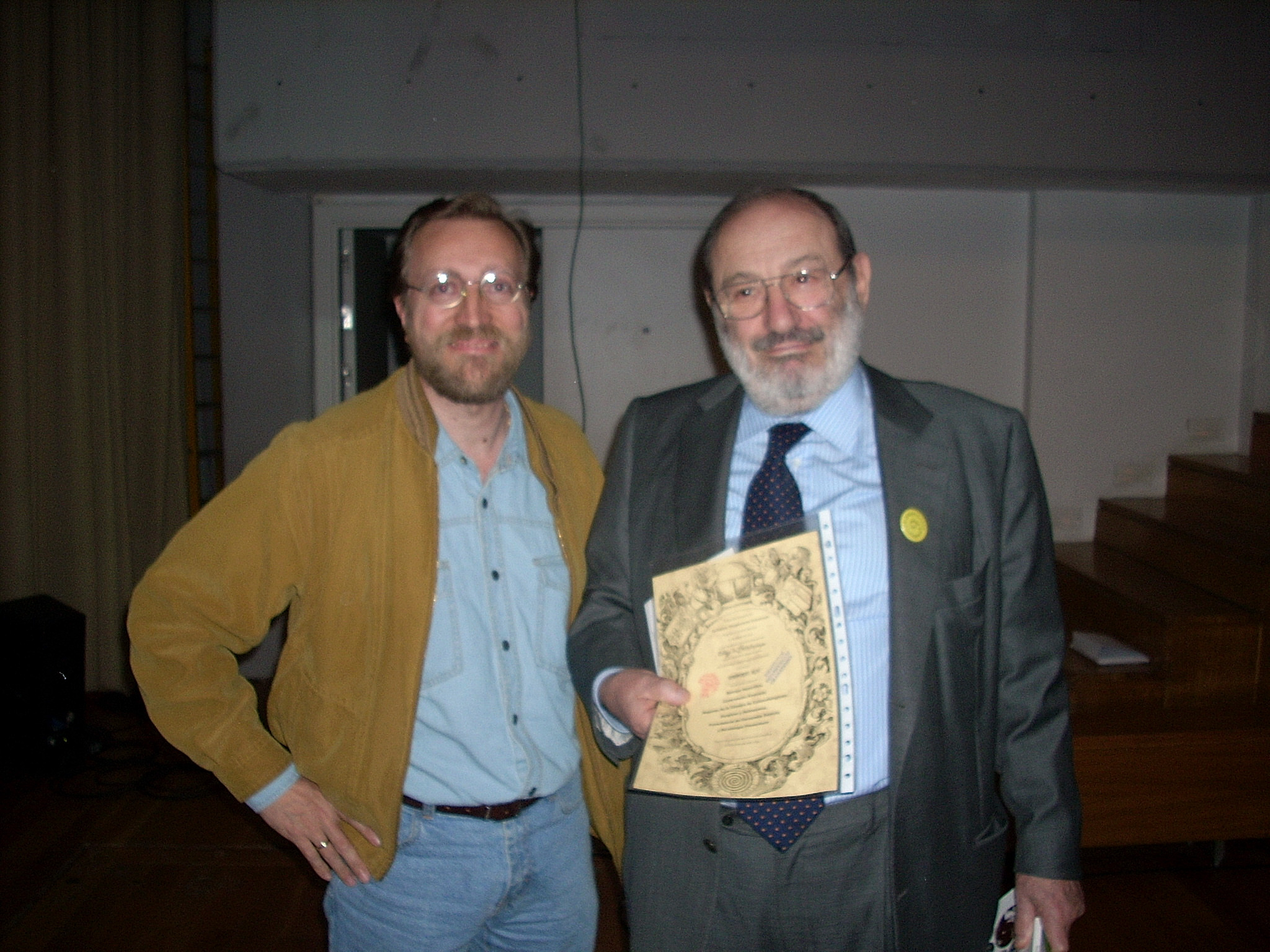
Umberto Eco a španělský spisovatel Ángel Olgoso při předání diplomu IPG (3. dubna 2008)

Již v letech 1995–1996 vedl Eco na stránkách časopisu liberal dialog s milánským kardinálem Carlem Mariou Martinim, v němž vyslovil svůj nesouhlas s vyvoláváním apokalyptických nálad a podivoval se nad církevním zákazem potratů a nad tím, že ženy v katolické církvi nemohou získat kněžské svěcení, přestože v Bibli pro to nenalézal žádné důvody. Roku 2007 vytkl encyklice Benedikta XVI. Spe salvi facti sumus (V naději jsme spaseni), která pojednává mj. o sekularismu, že nacisté křičeli „Bůh s námi“ a v žádném případě neusilovali o nějaké ateistické poznání světa, ale praktikovali spíše jakousi pohanskou religiozitu. Když se roku 2008 s požehnáním papeže utvořila konzervativně-neofašistická koalice označovaná dokonce za Popolo della Libertà (Lid svobody), vyslovil Eco svou podporu středolevému protestnímu uskupení Libertà e Giustizia (Svoboda a spravedlnost).
Po pěti letech práce vyšel v říjnu 2010 šestý román Il cimitero di Praga (Pražský hřbitov), který je opět portrétem jedné epochy, v tomto případě 19. století. V této době se po ztroskotání rozumu, vzdělání, vědy a svobod oslavovaných osvícenstvím neobyčejně dařilo nacionalismu, antisemitismu i konspiračním teoriím, které přežívají dodnes. Román je rozsáhlou přehlídkou všech událostí a postav, které konspirační teorie spustily nebo se staly jejich oběťmi. Spojovacím prvkem je smyšlená postava falzifikátora, dvojitého agenta, falešného opata a vraha Simona Simoniniho, který prochází mnoha prostředími a městy (Turín, Palermo, Paříž) a v pravý okamžik se ocitá u klíčových událostí. Hlavním referenčním textem jsou zde neblaze proslulé Protokoly sionských mudrců, což je známé antisemitské falzum, které významně ovlivnilo dějiny 20. století. Eco, který o Pražském hřbitově v jednom rozhovoru řekl: „Ze svých šesti románů jsem právě tenhle psal s nejmenším potěšením.“, zde nastoluje otázku, čemu všemu jsou lidé na počátku 21. století schopni věřit.
Umberto Eco byl od roku 1985 pravidelným sloupkařem v listě LʼEspresso, kde se v rubrice „La bustina di Minerva“ (Poznámky na krabičkách od sirek) zamýšlel nad problémy současného světa, italské a západní společnosti, tisku nebo budoucnosti knih v době internetu. Do novinářského prostředí, které důvěrně znal, je zasazen jeho poslední a nejironičtější román Numero zero (Nulté číslo), vydaný roku 2015. Jedná se satiru na poměry v novinových redakcích a na způsob, jakým média manipulují veřejným míněním, napsanou tentokrát přístupnějším jazykem, jenž odráží povrchnost a fráze užívané v současných médiích. Hlavním tématem je tedy moc jazyka a cenzury v kontextu italského žurnalismu 90. let 20. století.

### Poslední léta a smrt (2007–2016)

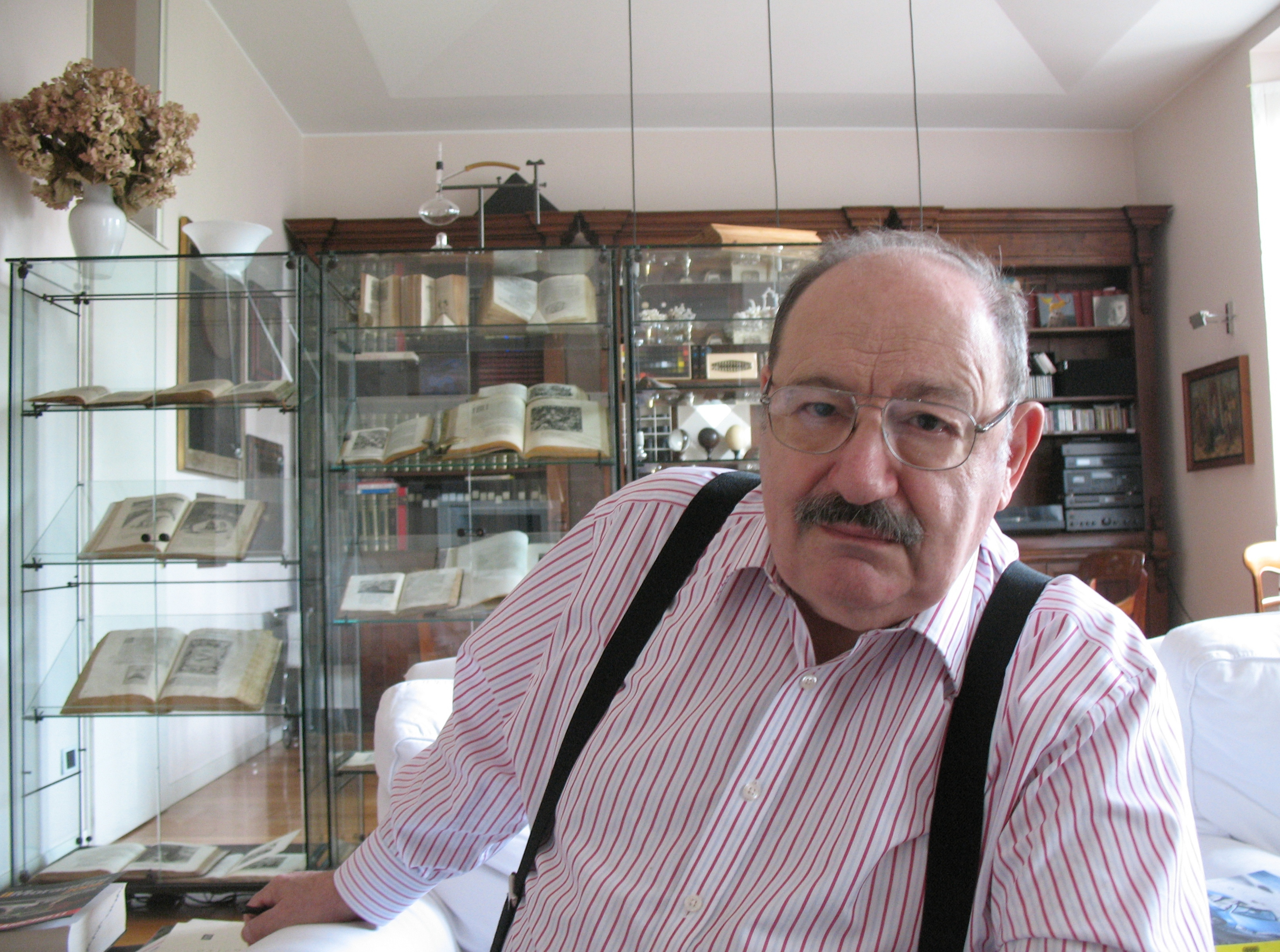
Umberto Eco ve svém milánském bytě
(24. dubna 2010)

Vzhledem k věkovým omezením ukončil Eco již roku 2007 svou univerzitní kariéru a střídavě pobýval ve svém milánském bytě s výhledem na rozlehlý hrad Castello Sforzesco a ve svém venkovském domě v Monte Cerignone poblíž Urbina. Jako vášnivý bibliofil vlastnil dvě knihovny, které dohromady obsahovaly asi 50 000 titulů, z toho 1200 vzácných starých tisků. Dlouholetý náruživý kuřák, milovník dobrého jídla, whiskey a hodinek značky Panerai trpěl postupným zhoršováním krátkodobé paměti, na což si postěžoval v jednom rozhovoru slovy: „Jdu podél těchhle velkých regálů s knihami do pracovny pro pero a během těch dvaceti metrů zapomenu, co k čertu v té kanceláři pohledávám.“ Když mu byla roku 2015 diagnostikována rakovina slinivky, dopsal ještě ve spěchu svůj poslední román.
Umberto Eco zemřel ve svém milánském bytě 19. února 2016. Sekulární pohřeb se konal na hradě Sforzesco, kde se s ním rozloučily tisíce lidí. Na viole da gamba a cembalu byly provedeny dvě skladby: Couplets de folies (Les folies d'Espagne) ze Suite n. 1 D dur zahrnuté v Pièces de viole, Livre II (1701) od Marina Maraise a La Folia ze Sonáty pro housle a basso continuo d moll, op. 5 n. 12 (1700) od Arcangela Corelliho. Spisovatelovo tělo bylo zpopelněno, jeho rodina odmítla uložení v Civico Mausoleo Garbin v Miláně s pozůstatky slavných osobností a plánuje stavbu vlastní hrobky. Eco ve své závěti rodinu požádal, aby po dobu deseti let po jeho smrti neschválila ani nepropagovala žádný seminář nebo konferenci věnovanou jeho životu a dílu. V roce 2021 se rodina dohodla s italským ministerstvem kultury na zapůjčení Ecova archivu a knihovny na 90 let Boloňské univerzitě, kde spisovatel po většinu svého života učil. Jeho sbírku starých tisků sestávající z přibližně 1200 svazků, s názvem „Bibliotheca semiologica Curiosa, lunatica, magica et pneumatica“, bude uchovávat Biblioteca di Brera v Miláně. Italský stát má přitom zaručit uchování tohoto pozoruhodného dědictví a zpřístupnit je studentům a vědcům.
| „                                                                                 | Psychologie spiknutí se odvíjí od skutečnosti, že logická vysvětlení mnohých znepokojujících faktů nás neuspokojují, a často nás neuspokojují proto, že je jen neradi akceptujeme. | “ |
| — Umberto Eco. Na ramenech obrů : přednášky na konferenci La Milanesia 2001–2015. | |   |

## Eco jako sémiolog a filosof

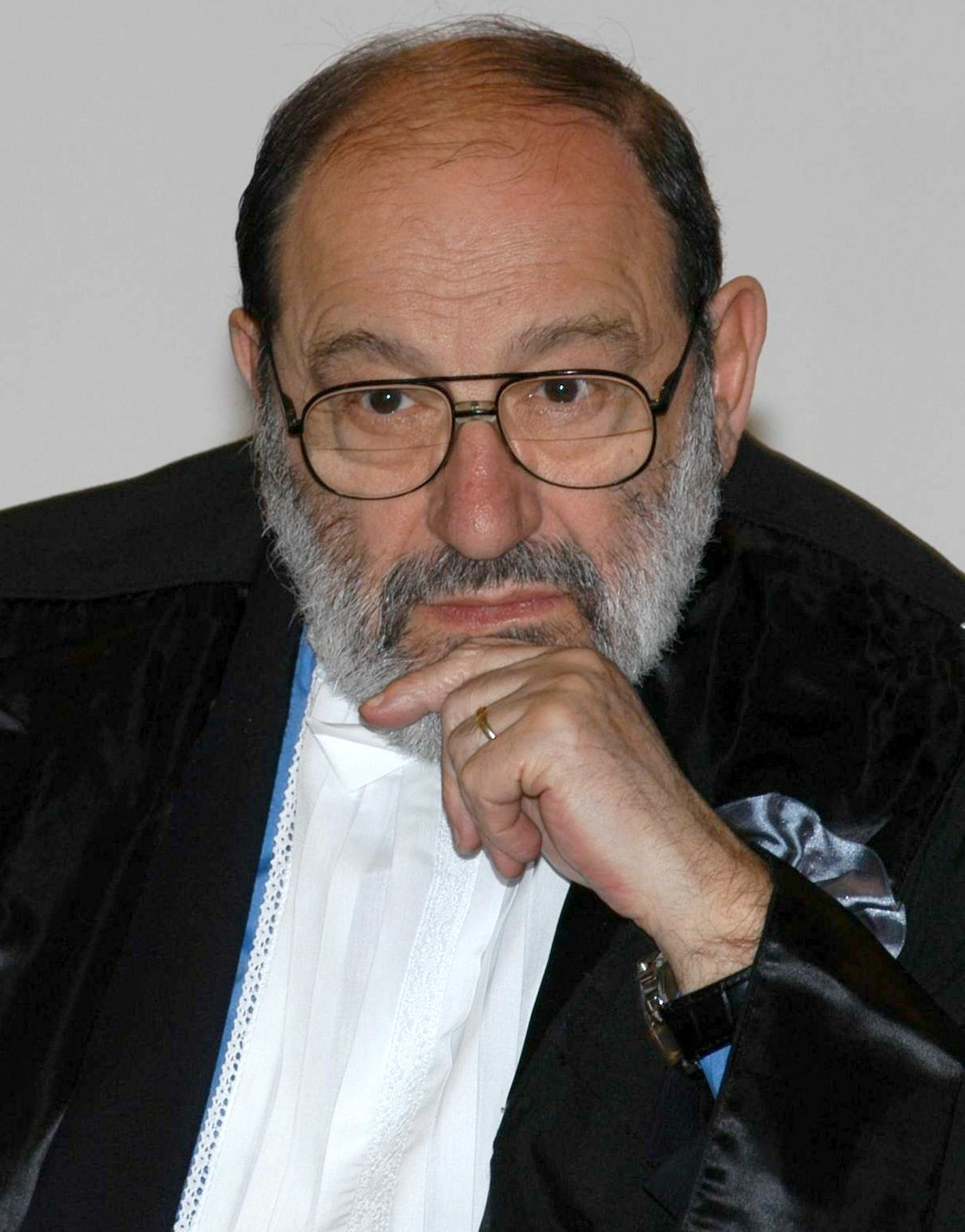
Umberto Eco, Università Reggio Calabria (9. května 2005)

Přestože je Umberto Eco známým spisovatelem literárních děl, nijak to neumenšuje jeho filosofický impakt v oblasti filosofie jazyka a sémiotiky. Patří mezi zakladatele moderní sémiologie a byl rovněž svébytným historikem filosofie. Ecovy myšlenky z teorie poznání, filosofie jazyka a estetiky se dotýkají řecké filosofické tradice, z níž převzal své klasické pojetí znaku, filosofie středověké, zejména tomismu, a všech hlavních směrů moderního myšlení. V jeho uvažování je stále patrný vliv Charlese Sanderse Peirce, jenž souvisí s Ecovým pojetím pravdy a porozumění a proniká do jeho teorie interpretace na vrcholu jeho sémiotického období, v němž si utvořil svou vlastní představu o procesu, v jakém fungují znaky. Další význačnou součástí jeho filosofie je propracovaná teorie překladu. Bez ohledu na Ecovo tvrzení, že psaní románu poprvé prožil jako dovolenou od akademického psaní, se jeho romány staly podstatnou součástí jeho filosofického myšlení, třebaže rozdíly mezi teoretickou prací a vyprávěním jsou značné. Obrat k psaní románů byl podle jeho vlastních slov řešením otázek, na něž filosofie „nemohla odpovědět“. Ecovy koncepty otevřeného díla, modelového čtenáře, autorské intence i jeho představy o negativním realismu či postmoderní fikci, neodhalují pouze významného sémiologa, ale také osobitého filosofa se zájmem o problémy konečnosti a svobody.

## Literární termíny a témata
Jako literární teoretik používá Eco ve svých studiích několik termínů a témat, které posléze aplikuje ve svých románech. Tyto postupy jsou obvykle dávány do souvislosti s postmodernou, třebaže sám Eco tvrdil, že vlastně pořádně neví, co postmoderno je. Z těchto postmoderních prvků lze uvést např. metanarativitu, double coding, dialogismus a intertextovou ironii. V neposlední řadě jde v jeho prozaických textech o téma interpretace textu a roli čtenáře v ní. Metanarativitu lze vysvětlit jako strategii vypravěče, který vyzývá čtenáře k tomu, aby přemýšlel o tom, co se vypráví tehdy, když např. autor vloží do textu rukopis, nad nímž jako vypravěč uvažuje. Tento fenomén „rukopisu“ je nejpatrnější v románech Jméno růže a Ostrov včerejšího dne. Další formou takovéhoto dialogu s čtenářem je citace, parafráze či napodobení textu jiného autora. Ve svém souboru esejů O literatuře Eco dále zmiňuje pojem double coding, což je způsob kódování, které může být čteno a rozluštěno několika způsoby. Termín intertextuální ironie je forma ironických narážek na různá další díla, která ve čtenáři může vyvolat pocit jakéhosi spiklenectví s autorem či naladění na stejnou vlnu. Jak Eco uvádí ve svých esejích, čtenář může tuto hru odmítnout nebo ji naopak přijme a libuje si ve střídání obtížnosti a přívětivosti. Ve svém pojednání o recepci literatury rozlišuje italský spisovatel „modelového čtenáře“, jenž záměr autora pochopí, a „čtenáře sémantického“, který je díky postmoderním prvkům detektivky a dobrodružnosti schopen si četbu užít stejnou měrou, i když je z Ecova hlediska o mnoho ochuzen. Přes tento „demokratický princip“ Eco přiznává, že „nezve všechny čtenáře na stejný večírek.“

## Recepce a kritika
Jako akademik, který studoval filosofii, sémiotiku a teorii kultury, byl Eco někdy kritizován za přílišné zjednodušování, marnivost či posedlost podrobnostmi, naopak jeho próza kritiky ohromovala svou současnou složitostí a popularitou. Roger Scruton ve své recenzi Ecova spisu Role čtenáře útočí na jeho esoterické tendence. Historik umění Nicholas Penny zase Eca obviňuje z podbízení se čtenáři. Na druhém konci spektra byl Eco oceňován za svou lehkost a encyklopedičnost, která mu umožnila zpřístupnit obtížná akademická témata. V kritice Jména růže z roku 1980 literární kritik a literární vědec Frank Kermode, který Ecovu Teorii sémiotiky označuje za „životné, ale obtížné pojednání“, píše, že tento román je „úžasně zajímavou knihou – velmi zvláštní věcí, z níž se rodí vášeň pro středověk a pro sémiotiku, a současně velmi moderní zábavou.“ Gilles Deleuze cituje Ecovu knihu Otevřené dílo ve svém klíčovém textu Rozdíl a opakování (Différence et Répétition) z roku 1968 a dodává, že se jí inspiroval také filosof Jacques Derrida. V nekrologu filosofa a literárního kritika Carlina Romana je uvedeno, že Umberto Eco „se má v průběhu času stát kritickým svědomím ve středu italské humanistické kultury a spojovat malé světy jako nikdo před ním.“

## Eco vs. Brown
Dílo amerického spisovatele thrillerů Dana Browna, jenž po roce 2003 proslul svým bestsellerem Šifra mistra Leonarda, bývá někdy dáváno do souvislosti s Ecovými romány, zejména s Foucaultovým kyvadlem, přestože jde o texty, která náležejí k různým literárním rovinám. Brownova Šifra mistra Leonarda se vyznačuje důrazem na napínavý děj, schematičností postav a jasným rozdělením na postavy kladné a záporné. Ve Foucaultovu kyvadlu je struktura vyprávění složitější a postavy jsou psychologicky propracované. Jediným společným rysem je tematická podobnost, která patrně souvisí s tím, že se Brown Ecovými romány inspiroval. Když byl italský spisovatel dotázán na podobnost mezi oběma knihami, odpověděl takto: „Vynalezl jsem Dana Browna. Je jednou z groteskních postav mého románu, která bere spoustu okultního materiálu vážně.“

## Eco v populární kultuře
- Eco si zahrál sám sebe ve filmu Michelangela Antonioniho z roku 1961 La Notte (Noc), kde se účastní večírku u příležitosti vydání nové knihy protagonisty Giovanniho Pontana (Marcello Mastroianni) v nakladatelství Bompiani, kde Eco reálně pracoval jako editor.[72]
- Na Eca odkazuje první epizoda 22. řady seriálu Simpsonovi „Muzikál ze základní“ (poprvé vysíláno 26. září 2010), kde si Milhouse vsadí, že tento autor získá Nobelovu cenu za literaturu.[73]
- Ecův román Jméno růže[74] se dočkal mimo jiné filmového zpracování v roce 1986, zpracování jako televizní seriál v roce 2019, divadelní hra,[75] rozhlasové drama,[76] počítačová hra,[77] nebo desková hra.[78]
- Dvoudílné finále první řady seriálu Star Trek je nazváno „Et in Arcadia ego“ podle dvou stejnojmenných obrazů francouzského malíře Nicolase Poussina ze 17. století. Stejné dílo hraje klíčovou roli ve Foucaultově kyvadle.[79]

## Výběrová bibliografie

### Romány

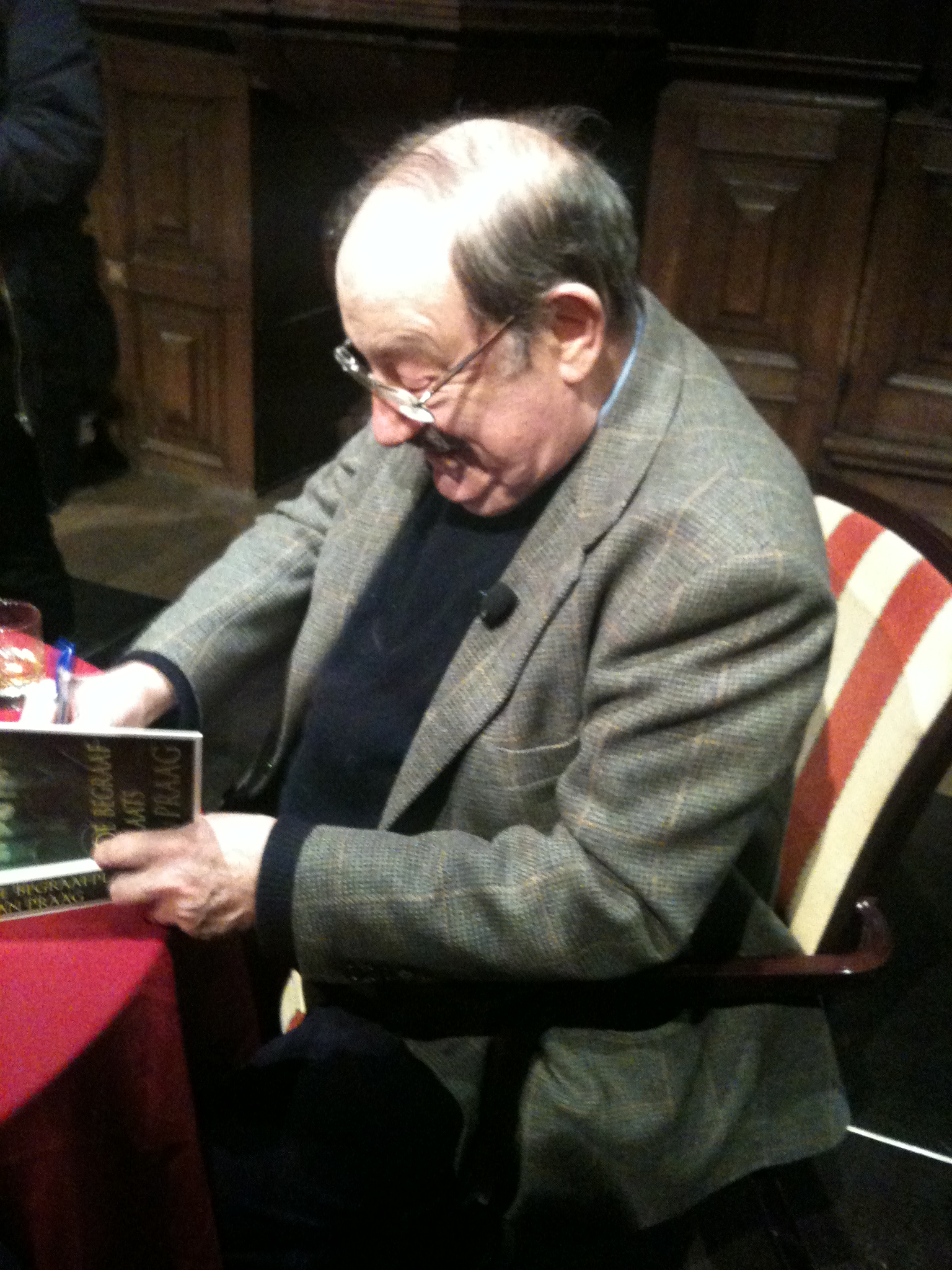
Umberto Eco podepisuje nizozemské vydání Pražského hřbitova, Amsterdam (4. března 2011)

- Il nome della rosa. Milan: Bompiani, 1980 (Jméno růže. Překlad Zdeněk Frýbort. Praha: Odeon, 1980. 498 s.)
- Il pendolo di Foucault. Milan: Bompiani, 1988 (Foucaultovo kyvadlo. Překlad Zdeněk Frýbort. Vydání první. Praha: Odeon, 1991. 720 stran. Klub čtenářů; svazek 652. ISBN 80-207-0335-7.)
- L’isola del giorno prima. Milan: Bompiani, 1994 (Ostrov včerejšího dne. Překlad Zdeněk Frýbort. Praha: Josef Šimon, 1994. 428 s. Český klub.)
- Baudolino. Milan: Bompiani, 2000 (Baudolino. Překlad Zdeněk Frýbort. 1. vyd. Praha: Argo, 2000. 511 s. ISBN 80-7203-398-0.)
- La misteriosa fiamma della regina Loana. Milan: Bompiani, 2004 (Tajemný plamen královny Loany: ilustrovaný román. Překlad Alice Flemrová. Vyd. 1. Praha: Argo, 2005. 452 s. ISBN 80-7203-724-2.)
- Il cimitero di Praga. Milan: Bompiani, 2010 (Pražský hřbitov. Překlad Jiří Pelán. Vyd. 1. Praha: Argo, 2011. 465 s. ISBN 978-80-257-0487-5.)
- Numero zero. Milan: Bompiani. Milan, 2015 (Nulté číslo. Překlad Anežka Charvátová. Vydání první. Praha: Argo, 2015. 243 stran. ISBN 978-80-257-1589-5.)

### Monografie a studie

#### Sémiologie a lingvistika
- La struttura assente: La ricerca semiotica e il metodo strutturale. Milan: Bompiani, 1968.
- Il costume di casa: Evidenze e misteri dell’ideologia italiana. Milan: Bompiani, 1973.
- Il segno. Milan: Istituto Editoriale Internazionale, 1973.
- Trattato di semiotica generale. Milan: Bompiani, 1975. (Teorie sémiotiky = A theory of semiotics. Vyd. v českém jazyce 1. Brno: Janáčkova akademie múzických umění, 2004. 407 s. ISBN 80-85429-99-3.)
- A Theory of Semiotics. Bloomington: Indiana University Press, 1976.
- Dalla periferia dell’impero: cronache da un nuovo medioevo. Milan: Bompiani, 1977.
- Sette anni di desiderio. Milan: Bompiani, 1983.
- Semiotica e filosofia del linguaggio. Turin: Einaudi, 1984.
- Sugli specchi e altri saggi: Il segno, la rappresentazione, l’illusione, l’immagine. Milan: Bompiani, 1985 (O zrcadlech a jiné eseje. Překlad Vladimír Mikeš, Veronika Valentová. Praha: Mladá fronta, 2002. 448 s. ISBN 80-204-0959-9.)
- Kant e l’ornitorinco. Milan: Bompiani, 1997 (Kant a ptakopysk. Vyd. 1. Praha: Argo, 2011. 486 s. ISBN 978-80-257-0377-9.)

#### Literární věda a kultura
- Opera aperta. Milan: Bompiani, 1962 (Otevřené dílo: forma a neurčenost v současných poetikách. Překlad Zora Obstová. Vyd. 1. Praha: Argo, 2015. 295 s. ISBN 978-80-257-1158-3.)
- Apocalittici e integrati: comunicazioni di massa e teorie della cultura di massa. Milan: Bompiani, 1964 (Skeptikové a těšitelé. Překlad Zdeněk Frýbort. 1. vyd. Praha: Svoboda, 1995. 417 s. ISBN 80-205-0472-9.)
- Il superuomo di massa: Retorica e ideologia nel romanzo popolare. Milan: Cooperativa Scrittori, 1976.
- Lector in fabula: La cooperazione interpretativa nei testi narrativi. Milan: Bompiani, 1979. (Lector in fabula: role čtenáře, aneb, Interpretační kooperace v narativních textech. Vyd. 1. Praha: Academia, 2010. 290 s. Možné světy; sv. 3. ISBN 978-80-200-1828-1.)
- The Role of the Reader: Explorations in the Semiotics of Texts. Bloomington: Indiana University, 1979.
- Postille al nome della rosa. Added to later editions of Il nome della rosa, 1983.
- I limiti dell’interpretazione. Milan: Bompiani, 1990 (Meze interpretace. 1. české vyd. Praha: Karolinum, 2004. 330 s. ISBN 80-246-0740-9.)
- La ricerca della lingua perfetta nella cultura europea. Bari: Laterza, 1993 (Hledání dokonalého jazyka v evropské kultuře. Praha: NLN, Nakladatelství Lidové noviny, 2001. 355 s. Utváření Evropy; sv. 3. ISBN 80-7106-389-4.)
- Six Walks in the Fictional Woods. Cambridge, MA: Harvard University Press, 1994 (Šest procházek literárními lesy: přednášky na Harvardově univerzitě. Překlad Bronislava Grygová. V Olomouci: Votobia, 1997. 196 s. Velká řada; sv. 38. ISBN 80-7198-248-2.)
- Mysl a smysl: sémiotický pohled na svět (výbor). Překlad Zdeněk Frýbort a Jiří Fiala. Praha: Moraviapress, 2000. 183 s. Knihovna Ceny Nadace Dagmar a Václava Havlových VIZE 97; sv. 2. ISBN 80-86181-36-7.
- Sulla letteratura. Milan: Bompiani, 2002 (O literatuře. Vyd. 1. Praha: Argo, 2004. 313 s. ISBN 80-7203-588-6.)
- Dire quasi la stessa cosa: esperienze di traduzione. Milan: Bompiani, 2003.
- Dall’albero al labirinto. Studi storici sul segno e l’interpretazione. Milan: Bompiani, 2007 (Od stromu k labyrintu: historické studie o znaku a interpretaci. Vyd. 1. Praha: Argo, 2012. 646 s. ISBN 978-80-257-0305-2.)
- Vertigine della lista. Milan: Bompiani, 2009 (Bludiště seznamů. Vyd. 1. Praha: Argo, 2009. 408 s. ISBN 978-80-257-0164-5.)
- Confessions of a Young Novelist. Cambridge, MA: Harvard University Press, 2011 (Zpověď mladého romanopisce. Překlad Petr Fantys. Vyd. 1. Praha: Argo, 2013. 173 s. ISBN 978-80-257-1028-9.)
- Storia delle terre e dei luoghi leggendari. Milan: Bompiani, 2013 (Dějiny legendárních zemí a míst. Vyd. 1. Praha: Argo, 2013. 480 s. ISBN 978-80-257-0908-5.)
- Sulle spalle dei giganti. Milan: La nave di Tesco Editore, 2017 (Na ramenech obrů: přednášky na konferenci La Milanesiana 2001–2015. Vydání první. Praha: Argo, 2018. 446 stran. ISBN 978-80-257-2627-3.)

#### Estetika

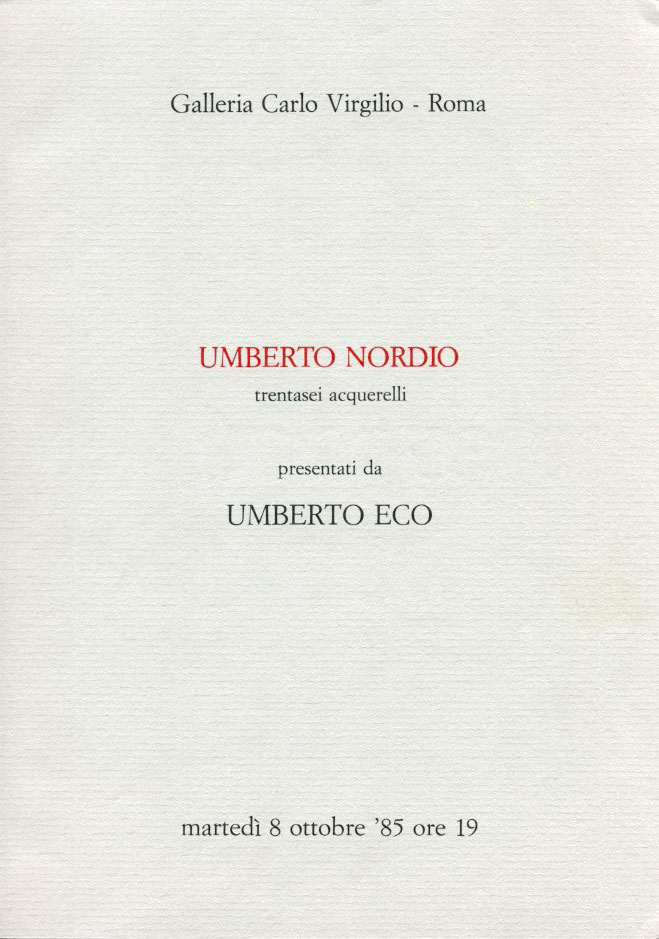
Frontispis katalogu akvarelů od architekta Umberta Nordia s úvodem Umberta Eca (1985)

- Il problema estetico in San Tommaso. Turin: Edizioni di Filosofia, 1956.
- Sviluppo dell’estetica medievale. Milan: Bompiani, 1959.
- La definizione dell’arte. Milan: Mursia, 1968.
- Arte e bellezza nell'estetica medievale. Milan: La nave di Teseo, 2016 (Umění a krása ve středověké estetice. Překlad Zdeněk Frýbort. Vyd. 2. Praha: Argo, 2007. 227 s. ISBN 978-80-7203-892-3.)

#### Společenská kritika
- A passo di gambero. Milan: Bompiani, 2006.
- Costruire il nemico e altri scritti occasionali. Milan: Bompiani. Milan, 2011 (Vytváření nepřítele a jiné příležitostné texty. Vyd. 1. Praha: Argo, 2013. 246 s. ISBN 978-80-257-0825-5.)
- Pape Satan Aleppe: cronache di una societa liquida. Milan: La nave di Teseo, 2016 (Od hlouposti k šílenství: zprávy o tekuté společnosti. Vydání první. Praha: Argo, 2016. 414 stran. ISBN 978-80-257-1933-6.)

#### Příručky
- Come si fa una tesi di laurea: le materie umanistiche. Milan: Bompiani, 1977 (Jak napsat diplomovou práci. Překlad Ivan Seidl. V Olomouci: Votobia, 1997. 271 s. Velká řada; sv. 27. ISBN 80-7198-173-7.)

#### Publicistika
- La bustina di Minerva. Milan: Bompiani, 2000 (Poznámky na krabičkách od sirek. Vyd. 1. Praha: Argo, 2008. 471 s. ISBN 978-80-7203-929-6.)
- Come viaggiare con un salmone. Milan: La nave di Teseo, 2016 (Jak cestovat s lososem. Překlad Magdalena Žáčková. Vydání první. Praha: Argo, 2017. 197 stran. ISBN 978-80-257-2167-4.)

## Ocenění

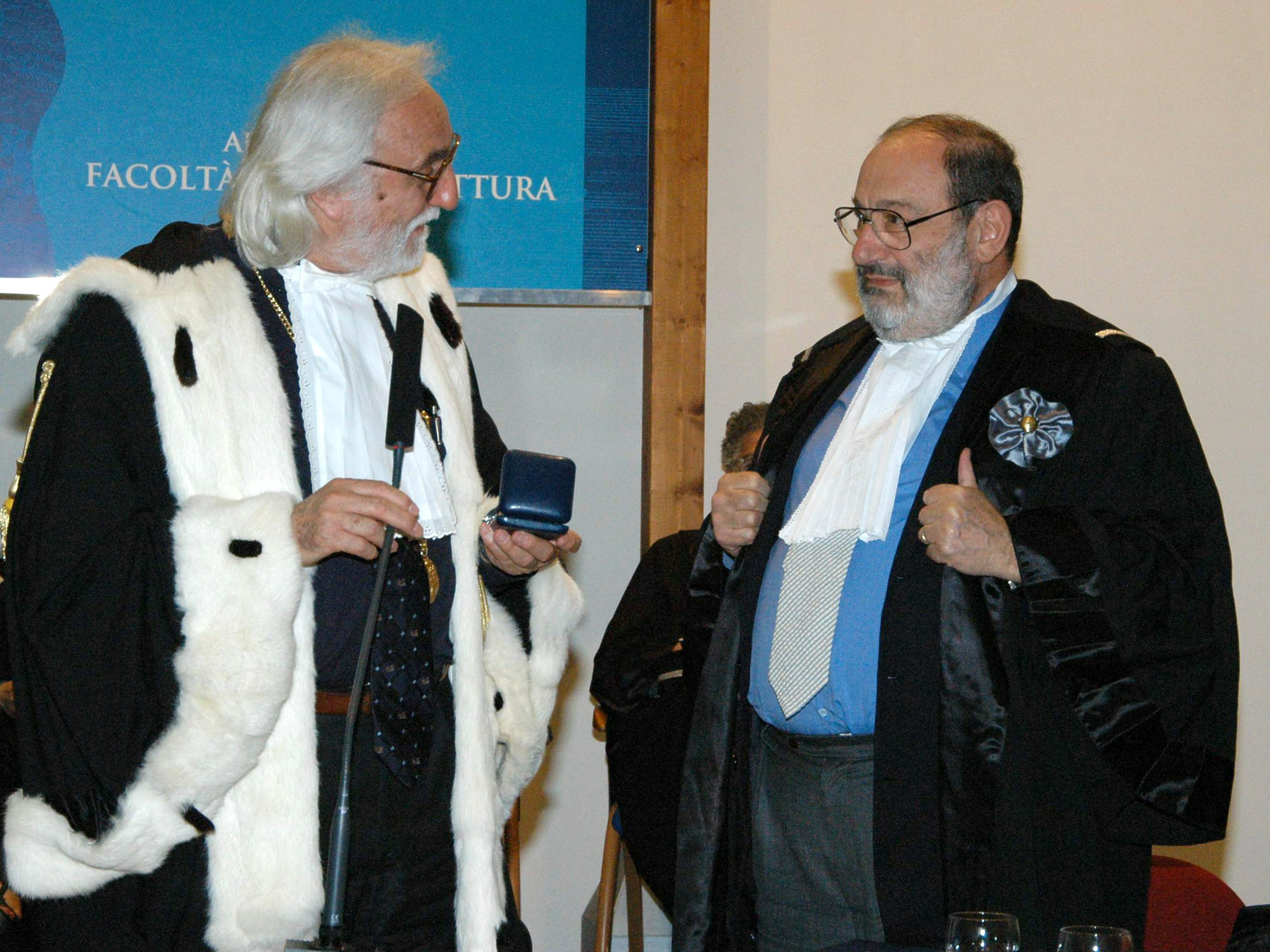
Umberto Eco s rektorem Alessandrem Bianchim z Univerzity v Reggio di Calabria (9. května 2005)